# Peckoltia

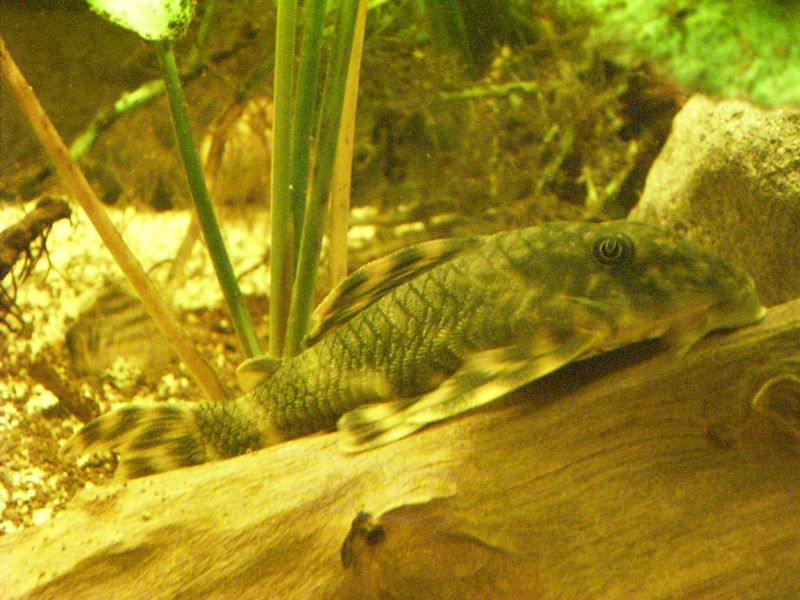
Peckoltia sp.

Peckoltia es un género de peces de agua dulce de la familia de los loricáridos en el orden Siluriformes. Sus 21 especies habitan en aguas cálidas del centro y norte de América del Sur. La especie que alcanza mayor longitud (Peckoltia caenosa) ronda los 15,7 cm de largo total.

## Distribución
Peckoltia habita en aguas cálidas del centro y norte de América del Sur, en las cuencas del Amazonas, del Orinoco, y cuencas atlánticas en las Guayanas, con representantes en Bolivia, Brasil, Colombia, y Venezuela. También cuenta con un registro cuestionado de una especie (Peckoltia vittata) en la cuenca del Plata en el río Paraná, Corrientes, en el nordeste de la Argentina.

## Taxonomía
Este género fue descrito originalmente en el año 1912 por el ictiólogo Alípio de Miranda-Ribeiro.

### Especies
Existen 21 especies reconocidas dentro del género:
- Peckoltia braueri (C. H. Eigenmann, 1912)
- Peckoltia brevis (La Monte, 1935)
- Peckoltia caenosa Armbruster, 2008
- Peckoltia capitulata Fisch-Muller & Covain, 2012
- Peckoltia cavatica Armbruster & Werneke, 2005
- Peckoltia compta R. R. de Oliveira, Zuanon, Rapp Py-Daniel & M. S. Rocha, 2010
- Peckoltia ephippiata Armbruster, Werneke & M. Tan, 2015
- Peckoltia furcata (Fowler, 1940)
- Peckoltia greedoi Armbruster, Werneke & M. Tan, 2015
- Peckoltia lineola Armbruster, 2008
- Peckoltia lujani Armbruster, Werneke & M. Tan, 2015
- Peckoltia multispinis (Holly, 1929)
- Peckoltia oligospila (Günther, 1864)
- Peckoltia otali Fisch-Muller & Covain, 2012
- Peckoltia pankimpuju (Lujan & Chamon, 2008)
- Peckoltia relictum (Lujan, Armbruster & Rengifo, 2011)
- Peckoltia sabaji Armbruster, 2003
- Peckoltia simulata Fisch-Muller & Covain, 2012
- Peckoltia vermiculata (Steindachner, 1908)
- Peckoltia vittata (Steindachner, 1881)
- Peckoltia wernekei Armbruster & Lujan, 2016